# Liste der Kulturgüter im Kanton Bern
Die Liste der Kulturgüter im Kanton Bern bietet eine Übersicht zu Verzeichnissen von Objekten unter Kulturgüterschutz in den 339 Gemeinden des Kantons Bern. Die Verzeichnisse enthalten Kulturgüter von nationaler, regionaler und lokaler Bedeutung.

## Geordnet nach Gemeinden in alphabetischer Reihenfolge

### A–D
- Aarberg
- Aarwangen
- Adelboden
- Aefligen
- Aegerten
- Aeschi bei Spiez
- Affoltern im Emmental
- Alchenstorf
- Allmendingen
- Amsoldingen
- Arch
- Arni
- Attiswil
- Auswil
- Bannwil
- Bargen
- Bäriswil
- Bätterkinden
- Beatenberg
- Bellmund
- Belp
- Belprahon
- Berken
- Bern
- Bettenhausen
- Biel/Bienne
- Biglen
- Bleienbach
- Blumenstein
- Bolligen
- Boltigen
- Bönigen
- Bowil
- Bremgarten bei Bern
- Brenzikofen
- Brienz
- Brienzwiler
- Brügg
- Brüttelen
- Buchholterberg
- Büetigen
- Bühl
- Burgdorf
- Burgistein
- Büren an der Aare
- Busswil bei Melchnau *
- Champoz
- Corcelles
- Corgémont
- Cormoret
- Cortébert
- Court
- Courtelary
- Crémines
- Därligen
- Därstetten
- Deisswil bei Münchenbuchsee
- Diemtigen
- Diessbach bei Büren
- Diemerswil
- Dotzigen
- Dürrenroth

### E–H
- Eggiwil
- Epsach
- Eriswil
- Eriz
- Erlach
- Erlenbach im Simmental
- Ersigen
- Eschert
- Evilard
- Fahrni
- Farnern
- Ferenbalm
- Finsterhennen
- Forst-Längenbühl
- Fraubrunnen
- Frauenkappelen
- Freimettigen
- Frutigen
- Gals
- Gampelen
- Gerzensee
- Gondiswil
- Graben
- Grandval
- Grindelwald
- Grossaffoltern
- Grosshöchstetten
- Gsteig bei Gstaad
- Gsteigwiler
- Guggisberg
- Gündlischwand
- Gurbrü
- Gurzelen
- Guttannen
- Habkern
- Hagneck
- Hasle bei Burgdorf
- Hasliberg
- Häutligen
- Heiligenschwendi
- Heimberg
- Heimenhausen
- Heimiswil
- Hellsau
- Herbligen
- Hermrigen
- Herzogenbuchsee
- Hilterfingen
- Hindelbank
- Höchstetten
- Hofstetten bei Brienz
- Homberg
- Horrenbach-Buchen
- Huttwil

### I–L
- Iffwil
- Inkwil
- Innertkirchen
- Ins
- Interlaken
- Ipsach
- Iseltwald
- Ittigen
- Jaberg *
- Jegenstorf
- Jens
- Kallnach
- Kandergrund
- Kandersteg
- Kappelen
- Kaufdorf
- Kehrsatz
- Kernenried
- Kiesen
- Kirchberg
- Kirchdorf
- Kirchlindach
- Köniz
- Konolfingen
- Koppigen
- Krattigen
- Krauchthal
- Kriechenwil
- La Ferrière
- La Neuveville
- Landiswil
- Langenthal
- Langnau im Emmental
- Lauenen
- Laupen
- Lauperswil
- Lauterbrunnen
- Leissigen
- Lengnau
- Lenk
- Leuzigen
- Ligerz
- Linden
- Lotzwil
- Lüscherz
- Lütschental
- Lützelflüh
- Loveresse
- Lyss
- Lyssach

### M–P
- Madiswil
- Matten bei Interlaken
- Mattstetten
- Meienried
- Meikirch
- Meiringen
- Meinisberg
- Melchnau
- Merzligen
- Mirchel *
- Mont-Tramelan
- Moosseedorf
- Mörigen
- Moutier
- Mühleberg
- Münchenbuchsee
- Münchenwiler
- Münsingen
- Müntschemier
- Muri bei Bern
- Neuenegg
- Nidau
- Niederbipp
- Niederhünigen
- Niedermuhlern
- Niederönz
- Niederried bei Interlaken
- Nods
- Oberbalm
- Oberbipp
- Oberburg
- Oberdiessbach
- Oberhofen am Thunersee
- Oberhünigen
- Oberlangenegg
- Oberried am Brienzersee
- Oberthal
- Oberwil bei Büren
- Oberwil im Simmental
- Ochlenberg
- Oeschenbach
- Oppligen
- Orpund
- Orvin
- Ostermundigen
- Péry-La Heutte
- Perrefitte
- Petit-Val
- Pieterlen
- Plateau de Diesse
- Port
- Pohlern

### R–S
- Radelfingen
- Rapperswil
- Reisiswil
- Rebévelier *
- Reconvilier
- Reichenbach im Kandertal
- Renan
- Reutigen
- Riggisberg
- Ringgenberg
- Roches
- Roggwil
- Rohrbach
- Rohrbachgraben
- Romont
- Röthenbach im Emmental
- Rubigen
- Rüderswil
- Rüdtligen-Alchenflüh
- Rüeggisberg
- Rüegsau
- Rumendingen
- Rumisberg
- Rüschegg
- Rüti bei Büren
- Rüti bei Lyssach
- Rütschelen
- Saanen
- Safnern
- Saicourt
- Saint-Imier
- Sauge
- Saules
- Saxeten
- Schangnau
- Schattenhalb
- Schelten *
- Scheuren
- Schüpfen
- Schwadernau
- Schwanden bei Brienz
- Schwarzenburg
- Schwarzhäusern
- Seeberg
- Seedorf
- Seehof *
- Seftigen
- Signau
- Sigriswil
- Siselen
- Sonceboz-Sombeval
- Sonvilier
- Sorvilier
- Spiez
- St. Stephan
- Steffisburg
- Stettlen
- Stocken-Höfen
- Studen
- Sumiswald
- Sutz-Lattrigen

### T–Z
- Täuffelen
- Tavannes
- Teuffenthal
- Thierachern
- Thörigen
- Thun
- Thunstetten
- Thurnen
- Toffen
- Trachselwald
- Tramelan
- Treiten
- Trub
- Trubschachen
- Tschugg
- Twann-Tüscherz
- Uebeschi
- Uetendorf
- Unterlangenegg
- Unterseen
- Ursenbach
- Urtenen-Schönbühl
- Uttigen
- Utzenstorf
- Valbirse
- Vechigen
- Villeret
- Vinelz
- Wachseldorn
- Wald
- Walkringen
- Walliswil bei Niederbipp
- Walliswil bei Wangen
- Walperswil
- Walterswil
- Wangen an der Aare
- Wattenwil
- Wengi
- Wichtrach
- Wiedlisbach
- Wiggiswil
- Wilderswil
- Wiler bei Utzenstorf
- Wileroltigen
- Willadingen
- Wimmis
- Wohlen bei Bern
- Worb
- Worben
- Wynau
- Wynigen
- Wyssachen
- Zäziwil
- Zielebach
- Zollikofen
- Zuzwil
- Zweisimmen

* Diese Gemeinde besitzt keine Objekte der Kategorien A oder B, kann aber (zzt. nicht dokumentierte) C-Objekte besitzen.